# Cynoscion arenarius
Cynoscion arenarius es una especie de pez de la familia Sciaenidae en el orden de los Perciformes.

## Morfología
- Los machos pueden llegar alcanzar los 63,5 cm de longitud total y 2.780 g de peso.[1][2]

## Hábitat
Es un pez de clima subtropical y demersal.

## Distribución geográfica
Se encuentra en el  Atlántico occidental: desde Florida (los Estados Unidos) y el Golfo de México hasta la Bahía de Campeche (México ).

## Observaciones
Es inofensivo para los humanos.